# Gli ingredienti segreti dell'amore
Gli ingredienti segreti dell'amore (Das Lächeln der Frauen) è un romanzo d'amore attribuito allo scrittore immaginario Nicolas Barreau, pubblicato in Germania nel 2010 e in Italia nel 2011.

## Trama
Aurelie Bredin vive a Parigi e lavora come chef nel ristorante di famiglia Le Temps des cerises in Rue Princesse, a due passi da Boulevard Saint-Germain. È in quel piccolo locale con le tovaglie a quadri bianchi e rossi che il padre della ragazza ha conquistato il cuore della futura moglie grazie al suo famoso "Menu d'Amour". Dopo esser stata lasciata all'improvviso dal fidanzato, cade in un periodo di forte depressione da cui esce soltanto quando scopre, in una libreria vicina, un romanzo intitolato Il sorriso delle donne, in cui viene citato il suo ristorante.
Grata di quel regalo inatteso, decide di contattare l'autore per ringraziarlo, ma i suoi tentativi sono resi vani dall'editore del romanzo che si rifiuta di darle notizie sullo scrittore, un misterioso uomo inglese. Aurélie non si lascia scoraggiare e, quando finalmente riuscirà nel suo intento, l'incontro sarà molto diverso da ciò che si era aspettata.

## Edizioni
- Nicolas Barreau, Gli ingredienti segreti dell'amore, collana I Narratori, Feltrinelli, 2010,  pp. 240, ISBN 978-88-07-01858-9.